# Liste der Bodendenkmäler im Buckenhofer Forst
Auf dieser Seite sind die Bodendenkmäler in dem mittelfränkischen gemeindefreien Gebiet Buckenhofer Forst zusammengestellt. Diese Tabelle ist eine Teilliste der Liste der Bodendenkmäler in Bayern. Grundlage ist die Bayerische Denkmalliste, die auf Basis des Bayerischen Denkmalschutzgesetzes vom 1. Oktober 1973 erstmals erstellt wurde und seither durch das Bayerische Landesamt für Denkmalpflege geführt wird. Die folgenden Angaben ersetzen nicht die rechtsverbindliche Auskunft der Denkmalschutzbehörde.

| Lage                         | Objekt                                                                                            | Akten-Nr.     | Bild |
| ---------------------------- | ------------------------------------------------------------------------------------------------- | ------------- | ---- |
| Buckenhofer Forst (Standort) | Bestattungsplatz vorgeschichtlicher Zeitstellung mit Grabhügeln.                                  | D-5-6432-0073 |      |
| Buckenhofer Forst (Standort) | Archäologische Befunde im Bereich der Eisenstraße des späten Mittelalters und der frühen Neuzeit. | D-5-6432-0167 |      |